# 295935 Majia
295935 Majia este o planetă minoră (asteroid) din centura de asteroizi. A fost descoperită pe 15 decembrie 2008 la  de . 
Obiectul prezintă o orbită caracterizată de o semiaxă mare de 2,1564751492087 UAi, o excentricitate de 0,21950132645138, o înclinație de 3,3872220071696 ° în raport cu ecliptica.